# 超平面
在數學中，超平面（Hyperplane）是n維歐氏空間中，餘維度為1的子空間。即超平面是n維空間中的n-1維的子空間。它是平面中的直線、空間中的平面之推廣。
設 {\displaystyle F} 為域（為初等起見，可考慮 {\displaystyle F=\mathbb {R} }）。n 維空間 {\displaystyle F^{n}} 中的超平面是由方程
{\displaystyle a_{1}x_{1}+\cdots +a_{n}x_{n}=b}
定義的子集，其中 {\displaystyle a_{1},\ldots ,a_{n}\in F} 是不全為零的常數。
在線性代數的脈絡下，{\displaystyle F}-向量空間 {\displaystyle V} 中的超平面是指形如
{\displaystyle \{v\in V:f(v)=0\}}
的子空間，其中 {\displaystyle f:V\to F} 是任一非零的線性映射。
在射影幾何中，同樣可定義射影空間 {\displaystyle \mathbb {P} ^{n}} 中的超平面。在齊次坐標 {\displaystyle (x_{0}:\cdots :x_{n})} 下，超平面可由以下方程定義
{\displaystyle a_{0}x_{0}+\cdots +a_{n}x_{n}=0}
其中 {\displaystyle a_{0},\ldots ,a_{n}} 是不全為零的常數。